# Tectonofísica
La Tectonofísica, una branca de la geofísica, és l'estudi dels processos físics que són subjacents a la deformació tectònica.Aquest camp engloba els patrons espacials d'estrès mecànic i tensió i les diferents reologies en la litosfera i astenosfera de la Terra; i les relacions entre aquests patrons i els patrons de deformació observats a causa de la tectònica de plaques.
La tectonofísica es refereix als moviments en l'escorça i les deformacions de la Terra a través d'escales de metres a milers de quilòmetres. Exemples d'aquests processos inclouen la formació de muntanyes, la formació de conques sedimentàries, rebot postglacial de regions com Fennoscàndia, placa tectònica, volcans i terratrèmols. Això implica la mesura d'una jerarquia de tensions en roques i plaques, així com taxes de deformació; l'estudi d'anàlegs de laboratori de sistemes naturals; i la construcció de models per a la història de la deformació.